# Gurley (Nebraska)
Gurley è un comune degli Stati Uniti d'America, situato nello Stato del Nebraska, nella contea di Cheyenne.